# Tobias Bouerdick
Tobias Bouerdick (* 17. September 1995 in Kamen) ist ein deutscher Billardspieler im Karambolage.

## Karriere
Nachdem Bouerdick im Jahr 2009 bei seiner ersten deutschen Jugendmeisterschaft den fünften Platz belegt hatte, wurde er zum ersten Mal für die Jugendnationalmannschaft nominiert. Diese U19-Nationalmannschaft spielt jährlich den Coupe van Beem, ein Dreiländerkampf zwischen Deutschland, Belgien und den Niederlanden. Nach den DM-Titeln in der Freien Partie U15 in den Jahren 2010 und 2011, folgten 2012 der dritte Platz im Junioren-Dreiband und der deutsche Meistertitel in der Freien Partie U17.
Im folgenden Jahr 2013 gelang Bouerdick dann der Hattrick. Er belegte in der Freien Partie U17, im Dreiband U17 und mit der Jugendmannschaft des DBC Bochum den ersten Platz. In der Jugendmannschaft fungierte er als Gastspieler und vervollständigte die Mannschaft um Simon und Lukas Blondeel. Ebenfalls im Jahr 2013 belegte er bei den Europameisterschaften in Brandenburg a. d. Havel in der Freien Partie U17 den dritten Platz und den ersten Platz im Dreiband der Altersklasse U17. 2014 wurde Bouerdick zweifacher deutscher Jugendmeister, ein Mal in der Freien Partie U19 und ein Mal mit der Jugendmannschaft des DBC Bochum.
Insgesamt nahm Tobias Bouerdick an sechs Deutschen Jugendmeisterschaften teil. Darüber hinaus spielte er bei fünf Europameisterschaften und vier „Coupe van Beem“ in deutscher Nationalmannschaftsweste.
Aufgrund seiner Erfolge wurde Bouerdick im Jahr 2010 und 2013 zum "Sportler des Jahres" der Stadt Kamen ernannt. Ebenfalls wurde ihm die Sportlerplakette vom Bürgermeister übergeben, welche die höchste Auszeichnung eines Sportlers in der Stadt ist und die man nur einmal im Leben erlangen kann.
2017 nahm er erstmals an der Dreiband-Weltmeisterschaft der Junioren teil, beendete die Gruppe als Zweiter und spielte in der Endrunde der „Letzten 8“. Dort musste er sich im Viertelfinale dem amtierenden Weltmeister Cho Myung-woo aus Korea mit 24:35 in 32 Aufnahmen geschlagen geben und schloss das Turnier als Achter ab.

## Erfolge
- Deutscher Jugendmeister: 8× (verschiedene Disziplinen)
- Dreiband (kleiner Tisch): Sieger Europameister U 17
- Freien Partie-EM (kleiner Tisch):
  - Dritter 2013 (Einzel)
  - Sieger 2015  im Mannschaftswettbewerb für den DBC Bochum (zusammen mit Fabian Blondeels Söhnen Lukas und Simon).